# Codificador incremental

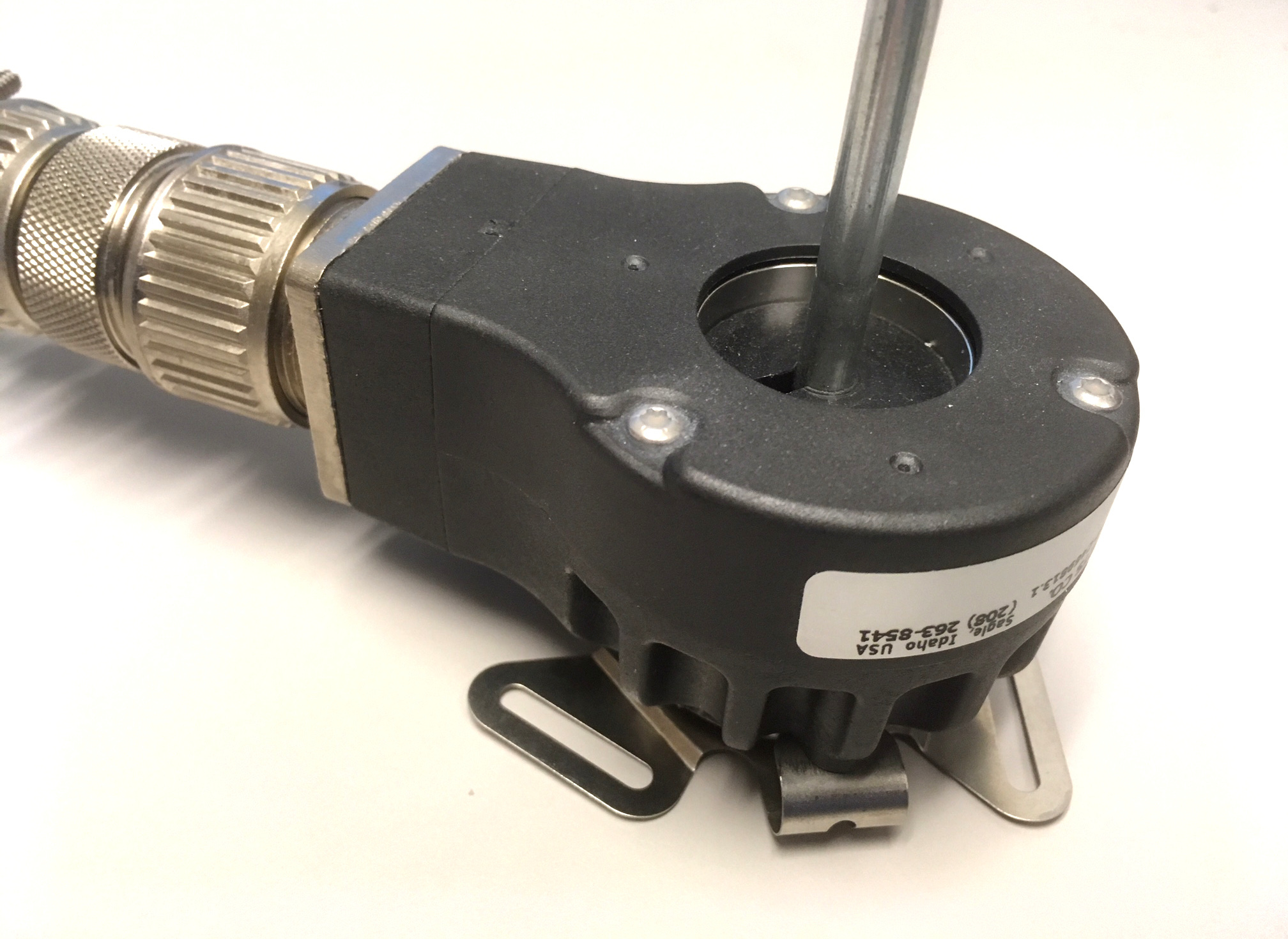
Codificador incremental rotatiu amb eix connectat a la seva obertura de pas

Un codificador incremental és un dispositiu electromecànic lineal o rotatiu que té dos senyals elèctrics de sortida, A i B, que emeten polsos quan es mou el dispositiu. En conjunt, els senyals A i B indiquen tant l'aparició com la direcció del moviment. Molts codificadors incrementals tenen un senyal de sortida addicional, normalment designat índex o Z, que indica que el codificador està situat en una posició de referència particular. A més, alguns codificadors proporcionen una sortida d'estat (normalment designada alarma) que indica condicions d'error intern com ara una fallada del coixinet o un mal funcionament del sensor.
A diferència d'un codificador rotatiu absolut, un codificador incremental no indica la posició absoluta; només informa dels canvis de posició i, per a cada canvi de posició informat, la direcció del moviment. En conseqüència, per determinar la posició absoluta en un moment determinat, és necessari enviar els senyals del codificador a una interfície de codificador incremental, que al seu torn farà un "seguiment" i informarà de la posició absoluta del codificador.
Els codificadors incrementals informen dels increments de posició gairebé instantàniament, cosa que els permet controlar els moviments dels mecanismes d'alta velocitat de computació gairebé en temps real. Per això, els codificadors incrementals s'utilitzen habitualment en aplicacions que requereixen mesurament i control precisos de la posició i la velocitat.

## Sortides quadrades

Dues ones quadrades en quadratura. La direcció del moviment s'indica amb el signe de la diferència de fase A - B que, en aquest cas, és negatiu perquè A segueix B.

Un codificador incremental utilitza un codificador de quadratura per generar els seus senyals de sortida A i B. Els polsos emesos per les sortides A i B estan codificats en quadratura, el que significa que quan el codificador incremental es mou a una velocitat constant, les formes d'ona A i B són ones quadrades i hi ha una diferència de fase de 90 graus entre A i B.
En qualsevol moment concret, la diferència de fase entre els senyals A i B serà positiva o negativa depenent de la direcció del moviment del codificador. En el cas d'un codificador rotatiu, la diferència de fase és de +90° per a la rotació en sentit horari i -90° per a la rotació en sentit contrari a les agulles del rellotge, o viceversa, depenent del disseny del dispositiu.
La freqüència dels polsos a la sortida A o B és directament proporcional a la velocitat del codificador (taxa de canvi de posició); les freqüències més altes indiquen un moviment ràpid, mentre que les freqüències més baixes indiquen velocitats més lentes. Els senyals estàtics i invariables s'emeten a A i B quan el codificador està immòbil. En el cas d'un codificador rotatiu, la freqüència indica la velocitat de rotació de l'eix del codificador, i en els codificadors lineals la freqüència indica la velocitat de recorregut lineal.
Dibuixos conceptuals dels mecanismes de detecció de codificadors de quadratura

Les sortides dels codificadors de quadratura es poden produir mitjançant un patró de compensació de quadratura llegit per sensors alineats (diagrama de l'esquerra), o per un patró simple llegit per sensors de compensació (diagrama de la dreta).

Codificador rotatiu, amb els estats de senyal A / B corresponents que es mostren a la dreta quan l'eix s'inverteix.
codificador lineal; Els sensors A i B estan compensats per la fase de 90° del patró simple, el senyal d'índex R indica que el codificador es troba a la seva posició de referència.

## Principals aplicacions

### Seguiment de la posició
Els codificadors incrementals s'utilitzen habitualment per controlar les posicions físiques dels dispositius mecànics. El codificador incremental està connectat mecànicament al dispositiu que s'ha de controlar de manera que els seus senyals de sortida canviaran a mesura que el dispositiu es mou. Els dispositius d'exemple inclouen les boles dels ratolins d'ordinador mecànics i les boles de seguiment, els botons de control dels equips electrònics i els eixos giratoris de les antenes de radar.

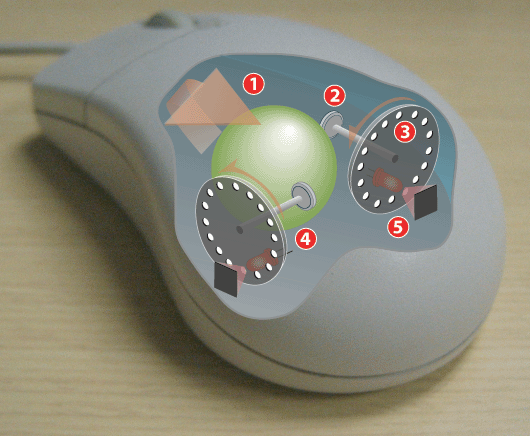
Els trackballs i els ratolins d'ordinador electromecànics utilitzen dos codificadors incrementals rotatius per facilitar el seguiment de la posició en dos eixos
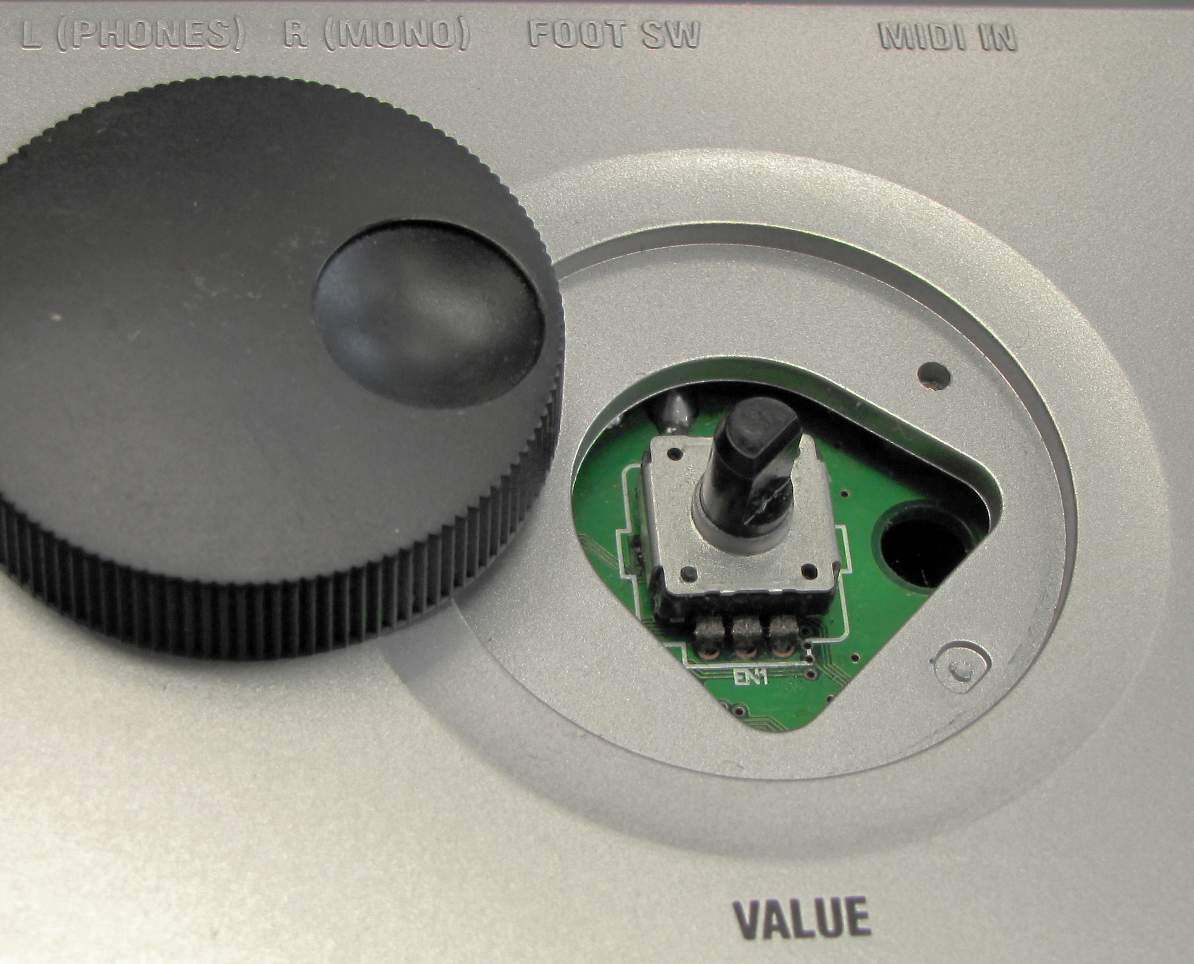
Els controls de l'equip electrònic sovint s'implementen amb un botó connectat a un codificador mecànic (que es mostra amb el botó separat)
A les antenes de radar nàutic comercials, normalment s'adjunta un codificador incremental rotatiu a l'eix de l'antena giratòria per controlar l'angle de l'antena.
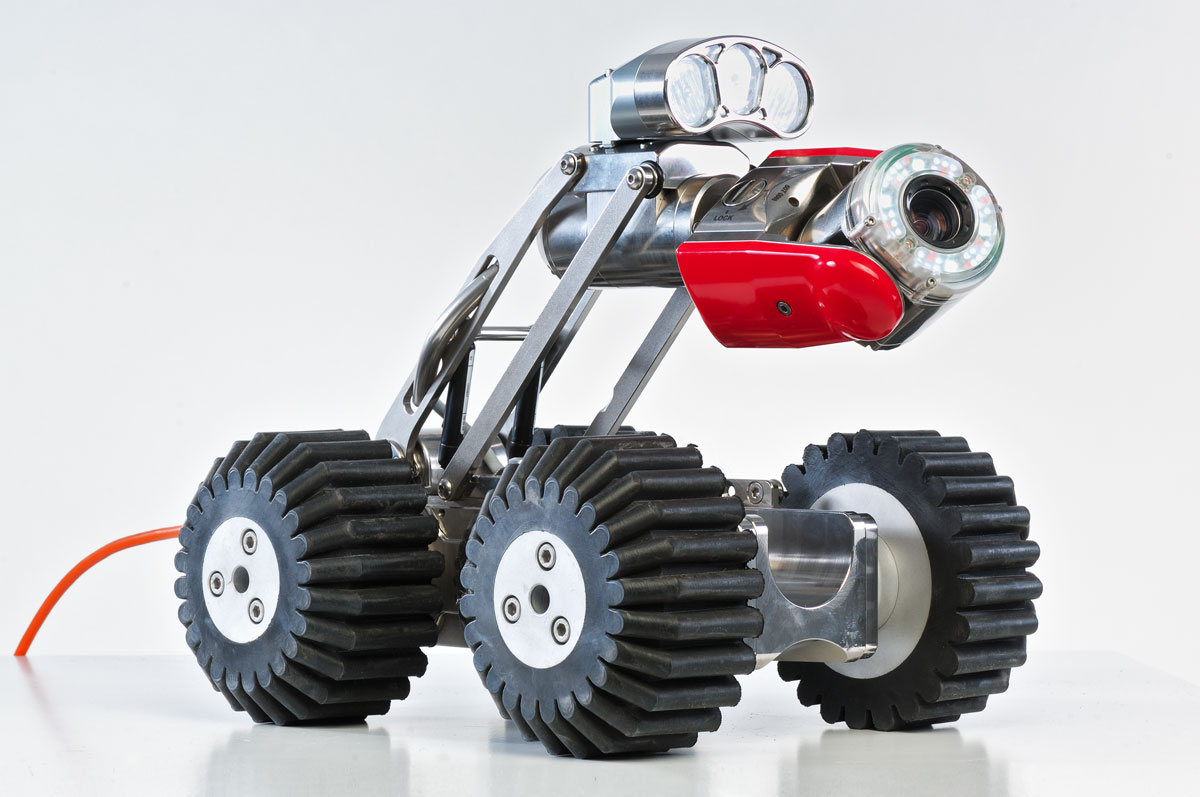
La ubicació d'un tractor d'inspecció de vídeo de canonades normalment es controla mitjançant un codificador incremental rotatiu connectat a la bobina de cable del tractor

Un codificador incremental no fa un seguiment de, ni les seves sortides indiquen la posició actual del codificador; només informa de canvis incrementals de posició. En conseqüència, per determinar la posició del codificador en un moment concret, cal proporcionar una electrònica externa que "seguirà" la posició. Aquest circuit extern, que es coneix com a interfície de codificador incremental, fa un seguiment de la posició comptant els canvis de posició incrementals.

### Unitats de desplaçament
Sovint, els recomptes del codificador s'han d'expressar en unitats com ara metres, milles o revolucions. En aquests casos, els recomptes es converteixen a les unitats desitjades multiplicant-los per la relació de desplaçament del codificador. {\displaystyle D} per recompte {\displaystyle C} :
{\displaystyle posicio=compte\times {\frac {D}{C}}}.

### Mesura de velocitat
Els codificadors incrementals s'utilitzen habitualment per mesurar la velocitat dels sistemes mecànics. Això es pot fer amb finalitats de supervisió o per proporcionar comentaris per al control de moviment, o ambdues coses. Les aplicacions generalitzades d'això inclouen el control de velocitat de la rotació de l'antença del radar i els sistemes de transportadors de material, i el control de moviment en màquines robòtiques, CMM i CNC.

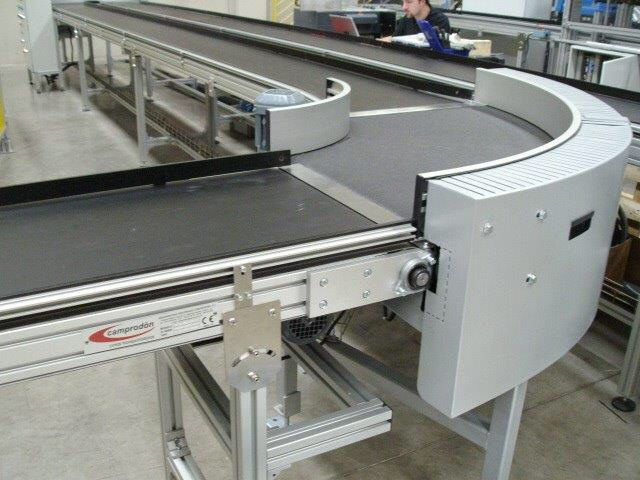
Els transportadors mecànics com aquest solen utilitzar codificadors incrementals rotatius com a dispositius de retroalimentació per al control de velocitat de llaç tancat.

Les interfícies de codificadors incrementals es preocupen principalment del seguiment del desplaçament mecànic i normalment no mesuren directament la velocitat. En conseqüència, la velocitat s'ha de mesurar indirectament prenent la derivada de la posició respecte al temps. El senyal de posició està inherentment quantificat, la qual cosa planteja reptes per prendre la derivada a causa de l'error de quantificació, especialment a baixes velocitats.
La velocitat del codificador es pot determinar comptant o cronometrant els polsos (o vores) de sortida del codificador. El valor resultant indica una freqüència o període, respectivament, a partir del qual es pot calcular la velocitat. La velocitat és proporcional a la freqüència i inversament proporcional al període.